# Liste der Toralesungen im evangelischen Gottesdienst
Die Liste der Toralesungen im evangelischen Gottesdienst erfasst Texte aus den Fünf Büchern Mose, die nach der 2018 erneuerten Perikopenordnung der EKD als Predigttext (Reihen I bis VI) vorgeschlagen sind. Nicht erfasst wurden Weitere Texte, insbesondere die Lesungen der Osternacht. Die Spalte Predigtreihe gibt an, in welchem der sechs Jahrgänge der betreffende Text für die Predigt vorgesehen ist.

## Traditionelle Auswahlkriterien alttestamentlicher Texte
Ein Hauptmotiv der Revision war, „der vor allem im christlich-jüdischen Dialog gewachsenen Einsicht in die grundlegende Bedeutung des Alten Testaments für den christlichen Glauben“ durch eine signifikante Vermehrung der alttestamentlichen Predigttexte Rechnung zu tragen. Bisher war die alttestamentliche Lesung nämlich in der Regel mit Blick auf das Evangelium des Sonntags ausgewählt worden, sei es als Kontrast oder als Hintergrundinformation. Häufig folgte die Auswahl auch dem Schema Verheißung (Altes Testament) – Erfüllung (Neues Testament). Texte, die sich nicht in dieser Weise dem Neuen Testament zuordnen ließen, kamen ungeachtet ihrer Bedeutung im Alten Testament als Predigttext nicht vor.
Dieser Umgang mit dem Alten Testament bestimmt auch die Textauswahl der katholischen Leseordnung (Ordo Lectionis Missae) – mit der zusätzlichen Einschränkung, dass die alttestamentliche Lesung oft ausgelassen wird, von der Predigt über diesen Text ganz zu schweigen – und führte zur Entwicklung zusätzlicher alttestamentlicher Lesereihen im Revised Common Lectionary.

## Vorschläge für eine größere Präsenz der Tora im christlichen Gottesdienst
Es gibt verschiedene Entwürfe, wie die besondere Bedeutung der Tora im Judentum auch im christlichen Gottesdienst eine Entsprechung finden kann. So wurde in den Niederlanden das ökumenische Projekt eines dreijährigen Tora-Lesezyklus entwickelt, und der katholische Alttestamentler Georg Braulik schlug 1995 eine ebenfalls dreijährige Tora-Bahnlesung („Wiener Perikopenordnung“) vor. Dabei bezog sich Braulik auf frühe christliche Traditionen, die sich bei den ostsyrischen Christen erhalten haben:
1. Toralesung;
2. übriges Altes Testament als Kommentar dazu;
3. Evangelienlesung;
4. übriges Neues Testament als Kommentar dazu.

Nach Einschätzung von Norbert Lohfink gab es in der Alten Kirche eine regelmäßige Toralesung, was in den Apostolischen Konstitutionen erkennbar sei und im Raum der ambrosianischen Liturgie (Mailand) während der Fastenzeit noch erhalten sei.
Im Zusammenhang mit der Perikopenrevision der EKD stellte die Konferenz landeskirchlicher Arbeitskreise Christen und Juden (KLAK) 2009 ein Modell vor, das drei Reihen alttestamentlicher Lesungen (Tora, Prophetie, Schriften) und zwei neutestamentliche Reihen (Epistel, Evangelium) vorsieht. Dies wurde aber mit der neuen Perikopenordnung von 2018 nicht realisiert.

## Texte der Tora in der Perikopenordnung von 2018

### Erstes Buch Mose (Genesis)
|  | Bibeltext                 | Inhalt                                                   | Sonntag oder Feiertag                                               | Predigtreihe | Bemerkungen |
|  | ------------------------- | -------------------------------------------------------- | ------------------------------------------------------------------- | ------------ | --- |
|  | Gen 1,1–2,4a (gekürzt)    | Schöpfungsgeschichte (Priesterschrift)                   | 3. Sonntag nach Ostern – Jubilate                                   | IV           | Der Sonntag Jubilate steht unter dem Thema der österlichen Neuschöpfung. „Die Erinnerung an die erste Schöpfung am Beginn der Welt darf dabei ebenso wenig fehlen wie der Hinweis auf die Natur, die in diesen Tagen zu neuem Leben erwacht,“ meinte Karl-Heinrich Bieritz mit Blick auf das zweite Tagesgebet. |
|  | Gen 2,4b–25 (gekürzt)     | Schöpfungsgeschichte (Jahwist)                           | 15. Sonntag nach Trinitatis                                         | II           | |
|  | Gen 3,1–24 (gekürzt)      | Sündenfall                                               | 1. Sonntag der Passionszeit – Invokavit                             | II           | Gegengeschichte zum Evangelium des Sonntags Invokavit: Jesus widersteht der Versuchung in der Wüste. |
|  | Gen 4,1–10                | Kains Brudermord                                         | 24. Januar – Tag des Gedenkens an die Opfer des Nationalsozialismus | V            | Neu. |
|  | Gen 4,1–16a               | Kains Brudermord                                         | 13. Sonntag nach Trinitatis                                         | III          | Thema des Sonntags ist die Frage: „Wer ist denn mein Nächster?“, mit dem Evangelium vom Barmherzigen Samariter. |
|  | Gen 8,1–12                | Ende der Sintflut                                        | 4. Sonntag vor der Passionszeit                                     | VI           | |
|  | Gen 8,18–22 ; Gen 9,12–17 | Gottes Bund mit Noah                                     | 20. Sonntag nach Trinitatis                                         | I            | |
|  | Gen 11,1–9                | Turmbau zu Babel                                         | Pfingstsonntag                                                      | III          | Bisher an Pfingstmontag. |
|  | Gen 12,1–4a               | Abrahams Berufung                                        | 5. Sonntag nach Trinitatis                                          | IV           | |
|  | Gen 13,1–18 (gekürzt)     | Abraham und Lot trennen sich                             | 21. Sonntag nach Trinitatis                                         | V            | Neu; im KLAK-Entwurf wurde dieser Text nicht vorgeschlagen. Abraham und Lot lösen einen Landkonflikt friedlich und als ebenbürtige Partner. |
|  | Gen 15,1–6                | Gott verheißt Abraham einen Sohn                         | 15. Sonntag nach Trinitatis                                         | V            | Neu; in der württembergischen Leseordnung enthalten (19. Sonntag nach Trinitatis). Im KLAK-Entwurf für das Reformationsfest vorgeschlagen: „Christliche Identität geht letztlich auf den Bund Gottes mit Abraham zurück.“                                                                                       |
|  | Gen 16,1–16               | Hagar wird von einem Engel gerettet                      | 2. Sonntag nach Ostern – Miserikordias Domini                       | VI           | Neu; im KLAK-Entwurf wurde dieser Text nicht vorgeschlagen. Herrschafts- und Machtfragen werden am Konflikt von Sara und Hagar thematisiert. Gott rettet die rechtlose Sklavin Hagar, und diese gibt Gott einen Namen.                                                                                          |
|  | Gen 17,1–27 (gekürzt)     | Gottes Bund mit Abraham                                  | 1. Januar – Beschneidung und Namengebung Jesu                       | III          | |
|  | Gen 18,1–15 (gekürzt)     | Gott bei Abraham und Sara in Mamre                       | 4. Sonntag im Advent                                                | III          | Neu (bisher Gen 18,20–33 am 23. Sonntag nach Trinitatis; dieser Text entfällt). Im KLAK-Entwurf für Weihnachten (Christfest II) vorgeschlagen. Denn auch Saras Schwangerschaft war wider alle Wahrscheinlichkeit.                                                                                               |
|  | Gen 21,8–21               | Ismael und seine Mutter werden vertrieben                | 29. September – Erzengel Michael und alle Engel                     | III          | Neu; im KLAK-Entwurf für den Sonntag Miserikordias Domini vorgeschlagen. Gott fordert Abraham auf, für seine Frau Sara Partei zu ergreifen: ein ungewöhnlicher Zug der biblischen Erzählung. |
|  | Gen 22,1–19 (gekürzt)     | Das Opfer Abrahams                                       | 5. Sonntag der Passionszeit – Judika                                | VI           | |
|  | Gen 28,10–22 (gekürzt)    | Jakobs Flucht nach Haran. Jakob schaut die Himmelsleiter | 14. Sonntag nach Trinitatis                                         | I            | |
|  | Gen 32,23–32              | Jakobs Kampf am Jabbok                                   | 1. Sonntag nach Ostern – Quasimodogeniti                            | V            | Neu; in der württembergischen Leseordnung enthalten (17. Sonntag nach Trinitatis). |
|  | Gen 50,15–21              | Josefs Versöhnung mit seinen Brüdern                     | 4. Sonntag nach Trinitatis                                          | III          | |

### Zweites Buch Mose (Exodus)
|  | Bibeltext                          | Inhalt                                                | Sonntag oder Feiertag                                  | Predigtreihe | Bemerkungen |
|  | ---------------------------------- | ----------------------------------------------------- | ------------------------------------------------------ | ------------ | --- |
|  | Ex 1,8–20                          | Israels Bedrückung in Ägypten                         | 23. Sonntag nach Trinitatis                            | IV           | Neu. |
|  | Ex 1,15–22                         | Die Hebammen Schifra und Pua                          | 9. November – Tag des Gedenkens an die Novemberpogrome | VI           | Neu: „Zeugnis gewaltloser Widerstandspraxis von Frauen.“ |
|  | Ex 2,1–10                          | Moses Geburt und wunderbare Errettung                 | Christfest I                                           | VI           | Neu; im KLAK-Entwurf ebenfalls für Weihnachten (Christfest I) vorgeschlagen. Die Geburtsgeschichte des Mose weist Parallelen zur Geburtsgeschichte Jesu auf: Kindermord, Flucht nach Ägypten. |
|  | Ex 3,1–15 (gekürzt)                | Moses Berufung                                        | Letzter Sonntag nach Epiphanias                        | I            | |
|  | Ex 12,1–14 (gekürzt)               | Einsetzung des Passafestes                            | Gründonnerstag                                         | II           | |
|  | Ex 13,1–16 (gekürzt)               | Heiligung der Erstgeburt                              | 2. Februar – Darstellung Jesu im Tempel                | VI           | Neu; im KLAK-Entwurf wurde dieser Text nicht vorgeschlagen. |
|  | Ex 13,20–22                        | Die Wolken- und Feuersäule                            | Altjahrsabend                                          | III          | |
|  | Ex 14,8–30a (gekürzt); Ex 15,20–21 | Israels Durchzug durchs Schilfmeer. Miriams Lied      | Ostersonntag                                           | III          | Neu; im KLAK-Entwurf ist Ex 14,1–14 für Ostersonntag vorgeschlagen. |
|  | Ex 16,2–18                         | Speisung mit Wachteln und Manna                       | 7. Sonntag nach Trinitatis                             | VI           | |
|  | Ex 19,1–6                          | Ankunft am Sinai – Vorbereitung für den Bundesschluss | 10. Sonntag nach Trinitatis – Kirche und Israel        | III          | Neu; in der württembergischen Leseordnung enthalten (Ex 19,3–6: „Israel – Gottes Eigentum“, Sonntag Exaudi). Im KLAK-Entwurf für Pfingstsonntag vorgeschlagen.                                |
|  | Ex 20,1–17                         | Die Zehn Gebote                                       | 18. Sonntag nach Trinitatis                            | V            | |
|  | Ex 32,1–g ; Ex 32,15–20            | Das Goldene Kalb                                      | Aschermittwoch                                         | IV           | Neu, entsprechend dem KLAK-Entwurf. |
|  | Ex 32,7–14                         | Moses Fürbitte                                        | 5. Sonntag nach Ostern – Rogate                        | VI           | |
|  | Ex 33,18–23                        | Mose wünscht, Gottes Herrlichkeit zu schauen          | 2. Sonntag nach Epiphanias                             | V            | |
|  | Ex 34,4–10                         | Neue Gesetzestafeln und Bundesschluss                 | 19. Sonntag nach Trinitatis                            | VI           | |
|  | Ex 34,29–35                        | Der Glanz auf Moses Angesicht                         | Letzter Sonntag nach Epiphanias                        | IV           | Neu; in der württembergischen Leseordnung enthalten („Moses Antlitz – Abglanz Gottes“, Letzter Sonntag nach Epiphanias).                                                                      |

### Drittes Buch Mose (Levitikus)
|  | Bibeltext             | Inhalt                                                                                      | Sonntag oder Feiertag       | Predigtreihe | Bemerkungen |
|  | --------------------- | ------------------------------------------------------------------------------------------- | --------------------------- | ------------ | --- |
|  | Lev 19,1–34 (gekürzt) | Von der Heiligung des Lebens: Sozialgesetze aus dem Heiligkeitsgesetz. Den Fremdling lieben | 13. Sonntag nach Trinitatis | VI           | Neu; der KLAK-Entwurf schlug die Sozialgesetze als Predigttext für Septuagesimä und das Gebot, den Fremdling zu lieben, als Predigttext für den 17. Sonntag nach Trinitatis vor. Die württembergische Leseordnung sah Lev 19 in Auszügen („Gott und den Nächsten heiligen“) als Text für den 21. Sonntag nach Trinitatis vor. |

### Viertes Buch Mose (Numeri)
|  | Bibeltext              | Inhalt                                     | Sonntag oder Feiertag                                     | Predigtreihe | Bemerkungen                                                 |
|  | ---------------------- | ------------------------------------------ | --------------------------------------------------------- | ------------ | ----------------------------------------------------------- |
|  | Num 6,22–27            | Der priesterliche Segen                    | Trinitatis                                                | II           |                                                             |
|  | Num 11,11–30 (gekürzt) | Die Ältesten Israels erhalten Gottes Geist | Pfingstmontag                                             | IV           | Bisher an Pfingstsonntag.                                   |
|  | Num 21,4–9             | Mose richtet die eherne Schlange auf       | 2. Sonntag der Passionszeit – Reminiszere                 | VI           |                                                             |
|  | Num 22,31–35           | Bileam wird von seiner Eselin gerettet     | 29. September – Tag des Erzengels Michael und aller Engel | VI           | Neu; im KLAK-Entwurf wurde dieser Text nicht vorgeschlagen. |

### Fünftes Buch Mose (Deuteronomium)
|  | Bibeltext    | Inhalt                                    | Sonntag oder Feiertag                               | Predigtreihe | Bemerkungen |
|  | ------------ | ----------------------------------------- | --------------------------------------------------- | ------------ | --- |
|  | Dtn 4,5–20   | Ermahnung, Gottes Weisung zu befolgen     | 10. Sonntag nach Trinitatis – Kirche und Israel     | V            | Neu, entsprechend dem KLAK-Entwurf. |
|  | Dtn 6,4–9    | Höre Israel (Schma)                       | 31. Oktober – Gedenktag der Reformation             | I            | Bisher an Trinitatis. |
|  | Dtn 7,6–12   | Gottes Liebe zu Israel                    | 6. Sonntag nach Trinitatis                          | II           | |
|  | Dtn 8,7–18   | Die Früchte des verheißenen Landes        | Erntedank                                           | IV           | Neu; der KLAK-Entwurf sah den Textabschnitt Dt 8,1–10 (17–20), „Rückblick auf die Wohltaten in der Zeit der Wüstenwanderung“ als Predigttext für den Sonntag Lätare vor. |
|  | Dtn 30,1–6   | Segensverheißung                          | 10. Sonntag nach Trinitatis – Zerstörung Jerusalems | VI           | Neu; im KLAK-Entwurf wurde dieser Text nicht vorgeschlagen. |
|  | Dtn 30,11–14 | Die Nähe des Wortes Gottes                | 18. Sonntag nach Trinitatis                         | II           | Bisher ein Predigttext zur Konfirmation; der KLAK-Entwurf schlug diesen Text für die Feier der Christnacht vor. |
|  | Dtn 30,11–14 | Die Nähe des Wortes Gottes                | 30. November – Tag des Apostels Andreas             | II / IV      | |
|  | Dtn 32,1–4   | Das Lied des Mose                         | 28. Oktober – Tag der Apostel Simon und Judas       | III / VI     | Neu; im KLAK-Entwurf wurde dieser Text nicht vorgeschlagen. |
|  | Dtn 34,1–8   | Mose sieht das verheißene Land und stirbt | Letzter Sonntag des Kirchenjahres – Totensonntag    | III          | Neu; im KLAK-Entwurf Predigttext am Altjahrsabend. Dagegen sah dieser Entwurf die Erzählung vom Tod Aarons (Num 20,20–29) für den Gedenktag der Entschlafenen vor: „Menschliches Hoffen reicht zugleich über die eigene Wirklichkeit hinaus. Im Angesicht des Todes bleiben stets Fragen offen: Aaron kommt nicht in das gelobte Land.“ |